# Juli Fernández
Julià „Juli” Fernández Ariza (ur. 19 listopada 1974) – piłkarz andorski grający na pozycji obrońcy. W swojej karierze rozegrał 36 meczów i strzelił 1 gola w reprezentacji Andory.

## Kariera klubowa
Swoją karierę piłkarską Fernández rozpoczął w klubie FC Andorra, w którym zadebiutował w 1994 roku i grał w nim do 2001 roku w Segunda División B, a także Tercera División i ligach regionalnych. W 2001 roku został zawodnikiem FC Santa Coloma. W sezonie 2002/2003 wywalczył mistrzostwo Andory oraz zdobył Puchar Andory. W sezonie 2003/2004 ponownie grał w FC Andorra, a w 2004 roku wrócił do FC Santa Coloma. W sezonie 2007/2008 wywalczył swoje drugie mistrzostwo kraju. Wraz z Santa Coloma sięgnął także po Puchary Andory w latach 2005, 2006, 2007 i 2009. W 2009 roku zakończył karierę.

## Kariera reprezentacyjna
W reprezentacji Andory Fernández zadebiutował 29 czerwca 1998 roku w przegranym 0:4 towarzyskim z Litwą, rozegranym w Karksi-Nuia. W swojej karierze grał w: eliminacjach do MŚ 2002, do Euro 2004, do MŚ 2006, do Euro 2008 i do MŚ 2010. Od 1998 do 2009 roku rozegrał w kadrze narodowej 36 meczów i strzelił 1 gola.